# 喜田村朔治
喜田村 朔治（きたむら さくじ、1876年（明治9年）4月26日 - 1950年（昭和25年）9月23日）は、日本の医師、医学者。医学博士。
南満洲鉄道大連医院元眼科医長兼南満医学堂元教授。喜田村眼科病院元院長。義父は日本電気（NEC）創業者の岩垂邦彦。孫は弁護士（ミネルバ法律事務所所属）の喜田村洋一。族籍は福岡県士族。

## 経歴
福岡県築上郡千束村田淵、世々庄屋の西村敬治（福岡県士族）の次男として生まれる。第五高等学校在学中に、当時豊津中学校（現：福岡県立育徳館中学校・高等学校）教師であった喜田村寛治の養子となった。喜田村家は、小倉藩士の家柄で福岡県京都郡豊津村豊津に住み、養父寛治は工部大学校採鉱冶金科を卒業したが、病気のため郷里の豊津中学校の教師となった。
1902年（明治35年）東京帝国大学医科大学を卒業後、創設されたばかりの京都帝国大学医科大学眼科にて浅山郁次郎の下で助手となり、翌年5月兵庫県立姫路病院（現：姫路赤十字病院）の眼科部長に招聘される。その後、ドイツに留学し、1908年（明治41年）帰朝すると、南満洲鉄道大連医院眼科医長兼南満医学堂教授に就任する。
1910年（明治43年）3月養父・寛治の弟、岩垂邦彦の長女・直子と結婚。大連在職中のことであった。
1916年（大正5年）に内地に引き上げ、京都市北区小山南上総町に居を構え、大阪市東区本町に診療所を開いた。
1944年（昭和19年）秋の終戦間際まで診療を続けていたが、ついにこれを打ち切り京都に隠退中、1945年（昭和23年）脳溢血に倒れ、1950年（昭和25年）9月23日死去。

## 人物
大連医院眼科部長の後任には、のちの京都大学教授の盛新之助が推された。兵庫県立神戸病院（現：神戸大学医学部附属病院）の初代眼科部長であった西村美亀次郎は、朔治と同年の従兄弟で同じ年に東大を卒業した仲であった。

## 家族
- 妻・岩垂直子（1892年（明治25年）9月生） 
日本電気（NEC）創業者の岩垂邦彦の長女。
- 長男・喜田村善一（1911年（明治44年）12月10日生）
京都帝国大学工学部電気工学科卒[3]。大阪大学名誉教授。父・喜田村朔治の長兄。
- 次男・喜田村正次（1915年（大正4年）8月生）
京都帝国大学医学部卒[3]。熊本大学教授。水俣病の研究で知られる。父・喜田村朔治の次兄。妻・絲は日本車輌製造元社長の天野春一の妹[6]。
- 三男・喜田村健三（1917年（大正6年）6月24日生）
東京帝国大学法学部卒[3]。国税庁元次長。万有製薬（現：MSD、メルク・アンド・カンパニーの日本法人）元専務取締役。
  - 孫・喜田村洋一（1950年（昭和25年）11月9日生）
三男・健三の長男。東京大学法学部卒。弁護士（ミネルバ法律事務所所属）。
  - 孫・喜田村城二（1954年（昭和29年）8月8日生）
三男・健三の次男。慶應義塾大学法学部卒。